# Анти-Хохбергера тема
Те́ма анти-Хохбергера — тема в шаховій композиції. Суть теми — вступним ходом білі зв'язують свою фігуру, але вона грозить оголошенням мату ходом по зв'язці. Чорні захищаються від цієї загрози рухом по своїй лінії зв'язки, розв'язуючи тематичну білу фігуру, і та оголошує інший мат.

## Історія
Цю ідею запропонував в 1934 році шаховий композитор А. Хохбергер і походить вона від теми Хохбергера .
Анти-форма теми — це зміна базових тактичних моментів, характерних для основної теми, на протилежні тактичні моменти. В початковій позиції біла тематична фігура не зв'язана і білі вступним ходом для створення загрози мату цією фігурою, що парадоксально, зв'язують її, після чого виникає загроза мату від цієї фігури рухом по лінії зв'язки з використанням зв'язки чорної фігури, яка зв'язує цю тематичну білу Фігуру. Чорні, захищаючись від загрози, йдуть по своїй лінії зв'язки і тематична біла фігура знову стає розв'язаною й оголошує інший мат чорному королю.
Ця ідея дістала назву — тема анти-Хохбергера.
|   | a | b | c | d | e | f | g | h |   |
| 8 | b6 чорний пішак · e6 чорний кінь · f6 білий пішак · g6 білий слон · b5 біла тура · c5 чорний кінь · f4 чорний король · g4 чорний пішак · h4 білий пішак · a3 білий слон · g3 чорний пішак · a2 білий король · b2 білий ферзь · d2 білий кінь · f2 чорна тура · g2 білий пішак · d1 білий кінь · f1 біла тура · g1 чорний слон | b6 чорний пішак · e6 чорний кінь · f6 білий пішак · g6 білий слон · b5 біла тура · c5 чорний кінь · f4 чорний король · g4 чорний пішак · h4 білий пішак · a3 білий слон · g3 чорний пішак · a2 білий король · b2 білий ферзь · d2 білий кінь · f2 чорна тура · g2 білий пішак · d1 білий кінь · f1 біла тура · g1 чорний слон | b6 чорний пішак · e6 чорний кінь · f6 білий пішак · g6 білий слон · b5 біла тура · c5 чорний кінь · f4 чорний король · g4 чорний пішак · h4 білий пішак · a3 білий слон · g3 чорний пішак · a2 білий король · b2 білий ферзь · d2 білий кінь · f2 чорна тура · g2 білий пішак · d1 білий кінь · f1 біла тура · g1 чорний слон | b6 чорний пішак · e6 чорний кінь · f6 білий пішак · g6 білий слон · b5 біла тура · c5 чорний кінь · f4 чорний король · g4 чорний пішак · h4 білий пішак · a3 білий слон · g3 чорний пішак · a2 білий король · b2 білий ферзь · d2 білий кінь · f2 чорна тура · g2 білий пішак · d1 білий кінь · f1 біла тура · g1 чорний слон | b6 чорний пішак · e6 чорний кінь · f6 білий пішак · g6 білий слон · b5 біла тура · c5 чорний кінь · f4 чорний король · g4 чорний пішак · h4 білий пішак · a3 білий слон · g3 чорний пішак · a2 білий король · b2 білий ферзь · d2 білий кінь · f2 чорна тура · g2 білий пішак · d1 білий кінь · f1 біла тура · g1 чорний слон | b6 чорний пішак · e6 чорний кінь · f6 білий пішак · g6 білий слон · b5 біла тура · c5 чорний кінь · f4 чорний король · g4 чорний пішак · h4 білий пішак · a3 білий слон · g3 чорний пішак · a2 білий король · b2 білий ферзь · d2 білий кінь · f2 чорна тура · g2 білий пішак · d1 білий кінь · f1 біла тура · g1 чорний слон | b6 чорний пішак · e6 чорний кінь · f6 білий пішак · g6 білий слон · b5 біла тура · c5 чорний кінь · f4 чорний король · g4 чорний пішак · h4 білий пішак · a3 білий слон · g3 чорний пішак · a2 білий король · b2 білий ферзь · d2 білий кінь · f2 чорна тура · g2 білий пішак · d1 білий кінь · f1 біла тура · g1 чорний слон | b6 чорний пішак · e6 чорний кінь · f6 білий пішак · g6 білий слон · b5 біла тура · c5 чорний кінь · f4 чорний король · g4 чорний пішак · h4 білий пішак · a3 білий слон · g3 чорний пішак · a2 білий король · b2 білий ферзь · d2 білий кінь · f2 чорна тура · g2 білий пішак · d1 білий кінь · f1 біла тура · g1 чорний слон | 8 |
| 7 | b6 чорний пішак · e6 чорний кінь · f6 білий пішак · g6 білий слон · b5 біла тура · c5 чорний кінь · f4 чорний король · g4 чорний пішак · h4 білий пішак · a3 білий слон · g3 чорний пішак · a2 білий король · b2 білий ферзь · d2 білий кінь · f2 чорна тура · g2 білий пішак · d1 білий кінь · f1 біла тура · g1 чорний слон | b6 чорний пішак · e6 чорний кінь · f6 білий пішак · g6 білий слон · b5 біла тура · c5 чорний кінь · f4 чорний король · g4 чорний пішак · h4 білий пішак · a3 білий слон · g3 чорний пішак · a2 білий король · b2 білий ферзь · d2 білий кінь · f2 чорна тура · g2 білий пішак · d1 білий кінь · f1 біла тура · g1 чорний слон | b6 чорний пішак · e6 чорний кінь · f6 білий пішак · g6 білий слон · b5 біла тура · c5 чорний кінь · f4 чорний король · g4 чорний пішак · h4 білий пішак · a3 білий слон · g3 чорний пішак · a2 білий король · b2 білий ферзь · d2 білий кінь · f2 чорна тура · g2 білий пішак · d1 білий кінь · f1 біла тура · g1 чорний слон | b6 чорний пішак · e6 чорний кінь · f6 білий пішак · g6 білий слон · b5 біла тура · c5 чорний кінь · f4 чорний король · g4 чорний пішак · h4 білий пішак · a3 білий слон · g3 чорний пішак · a2 білий король · b2 білий ферзь · d2 білий кінь · f2 чорна тура · g2 білий пішак · d1 білий кінь · f1 біла тура · g1 чорний слон | b6 чорний пішак · e6 чорний кінь · f6 білий пішак · g6 білий слон · b5 біла тура · c5 чорний кінь · f4 чорний король · g4 чорний пішак · h4 білий пішак · a3 білий слон · g3 чорний пішак · a2 білий король · b2 білий ферзь · d2 білий кінь · f2 чорна тура · g2 білий пішак · d1 білий кінь · f1 біла тура · g1 чорний слон | b6 чорний пішак · e6 чорний кінь · f6 білий пішак · g6 білий слон · b5 біла тура · c5 чорний кінь · f4 чорний король · g4 чорний пішак · h4 білий пішак · a3 білий слон · g3 чорний пішак · a2 білий король · b2 білий ферзь · d2 білий кінь · f2 чорна тура · g2 білий пішак · d1 білий кінь · f1 біла тура · g1 чорний слон | b6 чорний пішак · e6 чорний кінь · f6 білий пішак · g6 білий слон · b5 біла тура · c5 чорний кінь · f4 чорний король · g4 чорний пішак · h4 білий пішак · a3 білий слон · g3 чорний пішак · a2 білий король · b2 білий ферзь · d2 білий кінь · f2 чорна тура · g2 білий пішак · d1 білий кінь · f1 біла тура · g1 чорний слон | b6 чорний пішак · e6 чорний кінь · f6 білий пішак · g6 білий слон · b5 біла тура · c5 чорний кінь · f4 чорний король · g4 чорний пішак · h4 білий пішак · a3 білий слон · g3 чорний пішак · a2 білий король · b2 білий ферзь · d2 білий кінь · f2 чорна тура · g2 білий пішак · d1 білий кінь · f1 біла тура · g1 чорний слон | 7 |
| 6 | b6 чорний пішак · e6 чорний кінь · f6 білий пішак · g6 білий слон · b5 біла тура · c5 чорний кінь · f4 чорний король · g4 чорний пішак · h4 білий пішак · a3 білий слон · g3 чорний пішак · a2 білий король · b2 білий ферзь · d2 білий кінь · f2 чорна тура · g2 білий пішак · d1 білий кінь · f1 біла тура · g1 чорний слон | b6 чорний пішак · e6 чорний кінь · f6 білий пішак · g6 білий слон · b5 біла тура · c5 чорний кінь · f4 чорний король · g4 чорний пішак · h4 білий пішак · a3 білий слон · g3 чорний пішак · a2 білий король · b2 білий ферзь · d2 білий кінь · f2 чорна тура · g2 білий пішак · d1 білий кінь · f1 біла тура · g1 чорний слон | b6 чорний пішак · e6 чорний кінь · f6 білий пішак · g6 білий слон · b5 біла тура · c5 чорний кінь · f4 чорний король · g4 чорний пішак · h4 білий пішак · a3 білий слон · g3 чорний пішак · a2 білий король · b2 білий ферзь · d2 білий кінь · f2 чорна тура · g2 білий пішак · d1 білий кінь · f1 біла тура · g1 чорний слон | b6 чорний пішак · e6 чорний кінь · f6 білий пішак · g6 білий слон · b5 біла тура · c5 чорний кінь · f4 чорний король · g4 чорний пішак · h4 білий пішак · a3 білий слон · g3 чорний пішак · a2 білий король · b2 білий ферзь · d2 білий кінь · f2 чорна тура · g2 білий пішак · d1 білий кінь · f1 біла тура · g1 чорний слон | b6 чорний пішак · e6 чорний кінь · f6 білий пішак · g6 білий слон · b5 біла тура · c5 чорний кінь · f4 чорний король · g4 чорний пішак · h4 білий пішак · a3 білий слон · g3 чорний пішак · a2 білий король · b2 білий ферзь · d2 білий кінь · f2 чорна тура · g2 білий пішак · d1 білий кінь · f1 біла тура · g1 чорний слон | b6 чорний пішак · e6 чорний кінь · f6 білий пішак · g6 білий слон · b5 біла тура · c5 чорний кінь · f4 чорний король · g4 чорний пішак · h4 білий пішак · a3 білий слон · g3 чорний пішак · a2 білий король · b2 білий ферзь · d2 білий кінь · f2 чорна тура · g2 білий пішак · d1 білий кінь · f1 біла тура · g1 чорний слон | b6 чорний пішак · e6 чорний кінь · f6 білий пішак · g6 білий слон · b5 біла тура · c5 чорний кінь · f4 чорний король · g4 чорний пішак · h4 білий пішак · a3 білий слон · g3 чорний пішак · a2 білий король · b2 білий ферзь · d2 білий кінь · f2 чорна тура · g2 білий пішак · d1 білий кінь · f1 біла тура · g1 чорний слон | b6 чорний пішак · e6 чорний кінь · f6 білий пішак · g6 білий слон · b5 біла тура · c5 чорний кінь · f4 чорний король · g4 чорний пішак · h4 білий пішак · a3 білий слон · g3 чорний пішак · a2 білий король · b2 білий ферзь · d2 білий кінь · f2 чорна тура · g2 білий пішак · d1 білий кінь · f1 біла тура · g1 чорний слон | 6 |
| 5 | b6 чорний пішак · e6 чорний кінь · f6 білий пішак · g6 білий слон · b5 біла тура · c5 чорний кінь · f4 чорний король · g4 чорний пішак · h4 білий пішак · a3 білий слон · g3 чорний пішак · a2 білий король · b2 білий ферзь · d2 білий кінь · f2 чорна тура · g2 білий пішак · d1 білий кінь · f1 біла тура · g1 чорний слон | b6 чорний пішак · e6 чорний кінь · f6 білий пішак · g6 білий слон · b5 біла тура · c5 чорний кінь · f4 чорний король · g4 чорний пішак · h4 білий пішак · a3 білий слон · g3 чорний пішак · a2 білий король · b2 білий ферзь · d2 білий кінь · f2 чорна тура · g2 білий пішак · d1 білий кінь · f1 біла тура · g1 чорний слон | b6 чорний пішак · e6 чорний кінь · f6 білий пішак · g6 білий слон · b5 біла тура · c5 чорний кінь · f4 чорний король · g4 чорний пішак · h4 білий пішак · a3 білий слон · g3 чорний пішак · a2 білий король · b2 білий ферзь · d2 білий кінь · f2 чорна тура · g2 білий пішак · d1 білий кінь · f1 біла тура · g1 чорний слон | b6 чорний пішак · e6 чорний кінь · f6 білий пішак · g6 білий слон · b5 біла тура · c5 чорний кінь · f4 чорний король · g4 чорний пішак · h4 білий пішак · a3 білий слон · g3 чорний пішак · a2 білий король · b2 білий ферзь · d2 білий кінь · f2 чорна тура · g2 білий пішак · d1 білий кінь · f1 біла тура · g1 чорний слон | b6 чорний пішак · e6 чорний кінь · f6 білий пішак · g6 білий слон · b5 біла тура · c5 чорний кінь · f4 чорний король · g4 чорний пішак · h4 білий пішак · a3 білий слон · g3 чорний пішак · a2 білий король · b2 білий ферзь · d2 білий кінь · f2 чорна тура · g2 білий пішак · d1 білий кінь · f1 біла тура · g1 чорний слон | b6 чорний пішак · e6 чорний кінь · f6 білий пішак · g6 білий слон · b5 біла тура · c5 чорний кінь · f4 чорний король · g4 чорний пішак · h4 білий пішак · a3 білий слон · g3 чорний пішак · a2 білий король · b2 білий ферзь · d2 білий кінь · f2 чорна тура · g2 білий пішак · d1 білий кінь · f1 біла тура · g1 чорний слон | b6 чорний пішак · e6 чорний кінь · f6 білий пішак · g6 білий слон · b5 біла тура · c5 чорний кінь · f4 чорний король · g4 чорний пішак · h4 білий пішак · a3 білий слон · g3 чорний пішак · a2 білий король · b2 білий ферзь · d2 білий кінь · f2 чорна тура · g2 білий пішак · d1 білий кінь · f1 біла тура · g1 чорний слон | b6 чорний пішак · e6 чорний кінь · f6 білий пішак · g6 білий слон · b5 біла тура · c5 чорний кінь · f4 чорний король · g4 чорний пішак · h4 білий пішак · a3 білий слон · g3 чорний пішак · a2 білий король · b2 білий ферзь · d2 білий кінь · f2 чорна тура · g2 білий пішак · d1 білий кінь · f1 біла тура · g1 чорний слон | 5 |
| 4 | b6 чорний пішак · e6 чорний кінь · f6 білий пішак · g6 білий слон · b5 біла тура · c5 чорний кінь · f4 чорний король · g4 чорний пішак · h4 білий пішак · a3 білий слон · g3 чорний пішак · a2 білий король · b2 білий ферзь · d2 білий кінь · f2 чорна тура · g2 білий пішак · d1 білий кінь · f1 біла тура · g1 чорний слон | b6 чорний пішак · e6 чорний кінь · f6 білий пішак · g6 білий слон · b5 біла тура · c5 чорний кінь · f4 чорний король · g4 чорний пішак · h4 білий пішак · a3 білий слон · g3 чорний пішак · a2 білий король · b2 білий ферзь · d2 білий кінь · f2 чорна тура · g2 білий пішак · d1 білий кінь · f1 біла тура · g1 чорний слон | b6 чорний пішак · e6 чорний кінь · f6 білий пішак · g6 білий слон · b5 біла тура · c5 чорний кінь · f4 чорний король · g4 чорний пішак · h4 білий пішак · a3 білий слон · g3 чорний пішак · a2 білий король · b2 білий ферзь · d2 білий кінь · f2 чорна тура · g2 білий пішак · d1 білий кінь · f1 біла тура · g1 чорний слон | b6 чорний пішак · e6 чорний кінь · f6 білий пішак · g6 білий слон · b5 біла тура · c5 чорний кінь · f4 чорний король · g4 чорний пішак · h4 білий пішак · a3 білий слон · g3 чорний пішак · a2 білий король · b2 білий ферзь · d2 білий кінь · f2 чорна тура · g2 білий пішак · d1 білий кінь · f1 біла тура · g1 чорний слон | b6 чорний пішак · e6 чорний кінь · f6 білий пішак · g6 білий слон · b5 біла тура · c5 чорний кінь · f4 чорний король · g4 чорний пішак · h4 білий пішак · a3 білий слон · g3 чорний пішак · a2 білий король · b2 білий ферзь · d2 білий кінь · f2 чорна тура · g2 білий пішак · d1 білий кінь · f1 біла тура · g1 чорний слон | b6 чорний пішак · e6 чорний кінь · f6 білий пішак · g6 білий слон · b5 біла тура · c5 чорний кінь · f4 чорний король · g4 чорний пішак · h4 білий пішак · a3 білий слон · g3 чорний пішак · a2 білий король · b2 білий ферзь · d2 білий кінь · f2 чорна тура · g2 білий пішак · d1 білий кінь · f1 біла тура · g1 чорний слон | b6 чорний пішак · e6 чорний кінь · f6 білий пішак · g6 білий слон · b5 біла тура · c5 чорний кінь · f4 чорний король · g4 чорний пішак · h4 білий пішак · a3 білий слон · g3 чорний пішак · a2 білий король · b2 білий ферзь · d2 білий кінь · f2 чорна тура · g2 білий пішак · d1 білий кінь · f1 біла тура · g1 чорний слон | b6 чорний пішак · e6 чорний кінь · f6 білий пішак · g6 білий слон · b5 біла тура · c5 чорний кінь · f4 чорний король · g4 чорний пішак · h4 білий пішак · a3 білий слон · g3 чорний пішак · a2 білий король · b2 білий ферзь · d2 білий кінь · f2 чорна тура · g2 білий пішак · d1 білий кінь · f1 біла тура · g1 чорний слон | 4 |
| 3 | b6 чорний пішак · e6 чорний кінь · f6 білий пішак · g6 білий слон · b5 біла тура · c5 чорний кінь · f4 чорний король · g4 чорний пішак · h4 білий пішак · a3 білий слон · g3 чорний пішак · a2 білий король · b2 білий ферзь · d2 білий кінь · f2 чорна тура · g2 білий пішак · d1 білий кінь · f1 біла тура · g1 чорний слон | b6 чорний пішак · e6 чорний кінь · f6 білий пішак · g6 білий слон · b5 біла тура · c5 чорний кінь · f4 чорний король · g4 чорний пішак · h4 білий пішак · a3 білий слон · g3 чорний пішак · a2 білий король · b2 білий ферзь · d2 білий кінь · f2 чорна тура · g2 білий пішак · d1 білий кінь · f1 біла тура · g1 чорний слон | b6 чорний пішак · e6 чорний кінь · f6 білий пішак · g6 білий слон · b5 біла тура · c5 чорний кінь · f4 чорний король · g4 чорний пішак · h4 білий пішак · a3 білий слон · g3 чорний пішак · a2 білий король · b2 білий ферзь · d2 білий кінь · f2 чорна тура · g2 білий пішак · d1 білий кінь · f1 біла тура · g1 чорний слон | b6 чорний пішак · e6 чорний кінь · f6 білий пішак · g6 білий слон · b5 біла тура · c5 чорний кінь · f4 чорний король · g4 чорний пішак · h4 білий пішак · a3 білий слон · g3 чорний пішак · a2 білий король · b2 білий ферзь · d2 білий кінь · f2 чорна тура · g2 білий пішак · d1 білий кінь · f1 біла тура · g1 чорний слон | b6 чорний пішак · e6 чорний кінь · f6 білий пішак · g6 білий слон · b5 біла тура · c5 чорний кінь · f4 чорний король · g4 чорний пішак · h4 білий пішак · a3 білий слон · g3 чорний пішак · a2 білий король · b2 білий ферзь · d2 білий кінь · f2 чорна тура · g2 білий пішак · d1 білий кінь · f1 біла тура · g1 чорний слон | b6 чорний пішак · e6 чорний кінь · f6 білий пішак · g6 білий слон · b5 біла тура · c5 чорний кінь · f4 чорний король · g4 чорний пішак · h4 білий пішак · a3 білий слон · g3 чорний пішак · a2 білий король · b2 білий ферзь · d2 білий кінь · f2 чорна тура · g2 білий пішак · d1 білий кінь · f1 біла тура · g1 чорний слон | b6 чорний пішак · e6 чорний кінь · f6 білий пішак · g6 білий слон · b5 біла тура · c5 чорний кінь · f4 чорний король · g4 чорний пішак · h4 білий пішак · a3 білий слон · g3 чорний пішак · a2 білий король · b2 білий ферзь · d2 білий кінь · f2 чорна тура · g2 білий пішак · d1 білий кінь · f1 біла тура · g1 чорний слон | b6 чорний пішак · e6 чорний кінь · f6 білий пішак · g6 білий слон · b5 біла тура · c5 чорний кінь · f4 чорний король · g4 чорний пішак · h4 білий пішак · a3 білий слон · g3 чорний пішак · a2 білий король · b2 білий ферзь · d2 білий кінь · f2 чорна тура · g2 білий пішак · d1 білий кінь · f1 біла тура · g1 чорний слон | 3 |
| 2 | b6 чорний пішак · e6 чорний кінь · f6 білий пішак · g6 білий слон · b5 біла тура · c5 чорний кінь · f4 чорний король · g4 чорний пішак · h4 білий пішак · a3 білий слон · g3 чорний пішак · a2 білий король · b2 білий ферзь · d2 білий кінь · f2 чорна тура · g2 білий пішак · d1 білий кінь · f1 біла тура · g1 чорний слон | b6 чорний пішак · e6 чорний кінь · f6 білий пішак · g6 білий слон · b5 біла тура · c5 чорний кінь · f4 чорний король · g4 чорний пішак · h4 білий пішак · a3 білий слон · g3 чорний пішак · a2 білий король · b2 білий ферзь · d2 білий кінь · f2 чорна тура · g2 білий пішак · d1 білий кінь · f1 біла тура · g1 чорний слон | b6 чорний пішак · e6 чорний кінь · f6 білий пішак · g6 білий слон · b5 біла тура · c5 чорний кінь · f4 чорний король · g4 чорний пішак · h4 білий пішак · a3 білий слон · g3 чорний пішак · a2 білий король · b2 білий ферзь · d2 білий кінь · f2 чорна тура · g2 білий пішак · d1 білий кінь · f1 біла тура · g1 чорний слон | b6 чорний пішак · e6 чорний кінь · f6 білий пішак · g6 білий слон · b5 біла тура · c5 чорний кінь · f4 чорний король · g4 чорний пішак · h4 білий пішак · a3 білий слон · g3 чорний пішак · a2 білий король · b2 білий ферзь · d2 білий кінь · f2 чорна тура · g2 білий пішак · d1 білий кінь · f1 біла тура · g1 чорний слон | b6 чорний пішак · e6 чорний кінь · f6 білий пішак · g6 білий слон · b5 біла тура · c5 чорний кінь · f4 чорний король · g4 чорний пішак · h4 білий пішак · a3 білий слон · g3 чорний пішак · a2 білий король · b2 білий ферзь · d2 білий кінь · f2 чорна тура · g2 білий пішак · d1 білий кінь · f1 біла тура · g1 чорний слон | b6 чорний пішак · e6 чорний кінь · f6 білий пішак · g6 білий слон · b5 біла тура · c5 чорний кінь · f4 чорний король · g4 чорний пішак · h4 білий пішак · a3 білий слон · g3 чорний пішак · a2 білий король · b2 білий ферзь · d2 білий кінь · f2 чорна тура · g2 білий пішак · d1 білий кінь · f1 біла тура · g1 чорний слон | b6 чорний пішак · e6 чорний кінь · f6 білий пішак · g6 білий слон · b5 біла тура · c5 чорний кінь · f4 чорний король · g4 чорний пішак · h4 білий пішак · a3 білий слон · g3 чорний пішак · a2 білий король · b2 білий ферзь · d2 білий кінь · f2 чорна тура · g2 білий пішак · d1 білий кінь · f1 біла тура · g1 чорний слон | b6 чорний пішак · e6 чорний кінь · f6 білий пішак · g6 білий слон · b5 біла тура · c5 чорний кінь · f4 чорний король · g4 чорний пішак · h4 білий пішак · a3 білий слон · g3 чорний пішак · a2 білий король · b2 білий ферзь · d2 білий кінь · f2 чорна тура · g2 білий пішак · d1 білий кінь · f1 біла тура · g1 чорний слон | 2 |
| 1 | b6 чорний пішак · e6 чорний кінь · f6 білий пішак · g6 білий слон · b5 біла тура · c5 чорний кінь · f4 чорний король · g4 чорний пішак · h4 білий пішак · a3 білий слон · g3 чорний пішак · a2 білий король · b2 білий ферзь · d2 білий кінь · f2 чорна тура · g2 білий пішак · d1 білий кінь · f1 біла тура · g1 чорний слон | b6 чорний пішак · e6 чорний кінь · f6 білий пішак · g6 білий слон · b5 біла тура · c5 чорний кінь · f4 чорний король · g4 чорний пішак · h4 білий пішак · a3 білий слон · g3 чорний пішак · a2 білий король · b2 білий ферзь · d2 білий кінь · f2 чорна тура · g2 білий пішак · d1 білий кінь · f1 біла тура · g1 чорний слон | b6 чорний пішак · e6 чорний кінь · f6 білий пішак · g6 білий слон · b5 біла тура · c5 чорний кінь · f4 чорний король · g4 чорний пішак · h4 білий пішак · a3 білий слон · g3 чорний пішак · a2 білий король · b2 білий ферзь · d2 білий кінь · f2 чорна тура · g2 білий пішак · d1 білий кінь · f1 біла тура · g1 чорний слон | b6 чорний пішак · e6 чорний кінь · f6 білий пішак · g6 білий слон · b5 біла тура · c5 чорний кінь · f4 чорний король · g4 чорний пішак · h4 білий пішак · a3 білий слон · g3 чорний пішак · a2 білий король · b2 білий ферзь · d2 білий кінь · f2 чорна тура · g2 білий пішак · d1 білий кінь · f1 біла тура · g1 чорний слон | b6 чорний пішак · e6 чорний кінь · f6 білий пішак · g6 білий слон · b5 біла тура · c5 чорний кінь · f4 чорний король · g4 чорний пішак · h4 білий пішак · a3 білий слон · g3 чорний пішак · a2 білий король · b2 білий ферзь · d2 білий кінь · f2 чорна тура · g2 білий пішак · d1 білий кінь · f1 біла тура · g1 чорний слон | b6 чорний пішак · e6 чорний кінь · f6 білий пішак · g6 білий слон · b5 біла тура · c5 чорний кінь · f4 чорний король · g4 чорний пішак · h4 білий пішак · a3 білий слон · g3 чорний пішак · a2 білий король · b2 білий ферзь · d2 білий кінь · f2 чорна тура · g2 білий пішак · d1 білий кінь · f1 біла тура · g1 чорний слон | b6 чорний пішак · e6 чорний кінь · f6 білий пішак · g6 білий слон · b5 біла тура · c5 чорний кінь · f4 чорний король · g4 чорний пішак · h4 білий пішак · a3 білий слон · g3 чорний пішак · a2 білий король · b2 білий ферзь · d2 білий кінь · f2 чорна тура · g2 білий пішак · d1 білий кінь · f1 біла тура · g1 чорний слон | b6 чорний пішак · e6 чорний кінь · f6 білий пішак · g6 білий слон · b5 біла тура · c5 чорний кінь · f4 чорний король · g4 чорний пішак · h4 білий пішак · a3 білий слон · g3 чорний пішак · a2 білий король · b2 білий ферзь · d2 білий кінь · f2 чорна тура · g2 білий пішак · d1 білий кінь · f1 біла тура · g1 чорний слон | 1 |
|   | a | b | c | d | e | f | g | h |   |

FEN: 8/8/1p2nPB1/1Rn5/5kpP/B5p1/KQ1N1rP1/3N1Rb1
1. Sc4! ~ 2. Qd2#

1. ... Rf3 2. Qe5#
Після вступного ходу білого коня зв'язується білий ферзь, від якого виникає загроза оголосити мат, рухаючись по своїй лінії зв'язки. Чорна тура, рухаючись по своїй лінії зв'язки, захищає від загрози, але розв'язує білого ферзя і він оголошує мат на полі «е5».